# Thập niên 40 TCN
Thập niên 40 TCN hay thập kỷ 40 TCN chỉ đến những năm từ 40 TCN đến 49 TCN.